# Naissance en 2004
Naissance
- 2000
- 2001
- 2002
- 2003
- 2004
- 2005
- 2006
- 2007
- 2008

Les naissances en 2004 concernent les personnalités nées entre le 1er janvier et le 31 décembre 2004.

## Janvier
- 1er janvier : 
  - Kacper Duda, footballeur polonais.
  - Uroš Kabić, footballeur serbe.
  - Román Vega, footballeur argentin.
- 2 janvier : Tommy Lonergan, footballeur irlandais.
- 3 janvier : 
  - Habib Diarra, footballeur franco-sénégalais.
  - Nicolás Vallejo, footballeur argentin.
- 4 janvier : 
  - Peyton Kennedy, actrice canadienne
  - Victor Wembanyama, basketteur français.
- 5 janvier : 
  - Lucas Mincarelli, footballeur français.
  - Tomasz Pieńko, footballeur polonais.
  - Lamare Bogarde, footballeur néerlandais.
- 6 janvier : 
  - Luis Hasa, footballeur italien.
  - Thom van Bergen, footballeur néerlandais.
- 7 janvier : 
  - Jonas Rouhi, footballeur suédois.
  - Sofia Wylie, actrice, chanteuse, danseuse et mannequin américaine.
- 8 janvier : Lucas Assadi, footballeur chilien.
- 9 janvier : Stefan Leković, footballeur serbe.
- 10 janvier : 
  - Jakov Gurlica, footballeur croate.
  - Ivar Jenner, footballeur indonésien.
  - Kaitlyn Maher, actrice américaine.
- 11 janvier : 
  - Joaquín Mosqueira, footballeur argentin.
  - Tadeáš Vachoušek, footballeur tchèque.
- 12 janvier : 
  - Ahn Seo-hyeon, actrice et mannequin sud-coréenne.
  - Ben Chrisene, footballeur anglais.
- 15 janvier : 
  - Syver Aas, footballeur norvégien.
  - Luigi Cherubini, footballeur italien.
  - Emre Demir, footballeur turc.
  - Grace VanderWaal, auteure-compositrice-interprète, mannequin et actrice américaine.
- 16 janvier : 
  - Srđan Kuzmić, footballeur slovène.
  - Gabriel Rukavina, footballeur croate.
  - Damian van der Haar, footballeur néerlandais.
- 17 janvier : Yonis Njoh, footballeur français.
- 18 janvier : 
  - Ryan Duncan, footballeur écossais.
  - Nikolas Sattlberger, footballeur autrichien.
- 19 janvier : 
  - Layla Ise, chanteuse et idole japonaise.
  - Igor Strzałek, footballeur polonais.
- 20 janvier : 
  - Mads Enggård, footballeur danois.
  - Ali Jasim, footballeur irakien.
  - Markus Karlsson, footballeur suédois.
  - David Moses, footballeur nigérian.
- 21 janvier : Ingrid Alexandra de Norvège, première fille du prince héritier Haakon de Norvège.
- 22 janvier : 
  - Thauan Lara, footballeur brésilien.
  - David Tufekčić, footballeur norvégien.
- 23 janvier : Kristian Hlynsson, footballeur islandais.
- 24 janvier : Darío Osorio, footballeur chilien.
- 26 janvier : 
  - Jacob Andersen, footballeur danois.
  - Kévin Keben, footballeur camerounais.
  - Evy Leibfarth, kayakiste américaine.
  - Addison Riecke, actrice américaine.
- 27 janvier : Lou Jean, chanteuse française.
- 28 janvier : 
  - Miguel Falé, footballeur portugais.
  - Ernest Poku, footballeur néerlandais.
- 29 janvier : Viktor Đukanović, footballeur monténégrin.
- 31 janvier : Samed Baždar, footballeur serbe.

## Février
- 1er février : Williot Swedberg, footballeur suédois.
- 2 février : Hilmir Rafn Mikaelsson, footballeur islandais.
- 4 février : Dario Šits, footballeur letton.
- 5 février : 
  - Lorenzo Amatucci, footballeur italien.
  - Matěj Mikulenka, footballeur tchèque.
- 6 février : Adam Wharton, footballeur anglais.
- 7 février : Nathan Saliba, footballeur canadien.
- 8 février : 
  - Eggert Aron Guðmundsson, footballeur islandais.
  - Geórgios Koútsias, footballeur grec.
- 9 février : Rubén Lezcano, footballeur paraguayen.
- 11 février : Martim Marques, footballeur portugais.
- 15 février : 
  - Kaio César, footballeur brésilien.
  - Oskar Sivertsen, footballeur norvégien.
- 16 février : 
  - Samuel Akere, footballeur nigérian.
  - Lukas Björklund, footballeur suédois.
- 17 février : 
  - Marwan Al-Sahafi, footballeur saoudien.
  - Renzo Sánchez, footballeur uruguayen.
- 18 février : 
  - Felipe Augusto, footballeur brésilien.
  - Darko Gyabi, footballeur anglais.
  - Kylie Rogers, actrice américaine.
- 19 février : 
  - Millie Bobby Brown, actrice et mannequin britannique.
  - Amar Fatah, footbaleur suédois.
  - Kerchak, Rappeur français.
- 20 février : 
  - Álex Calvo, footballeur espagnol.
  - Élan Ricardo, footballeur colombien.
  - Vinicinho, footballeur brésilien.
- 21 février : 
  - Oliver Braude, footballeur norvégien.
  - Martin Vetkal, footballeur estonien.
- 22 février : 
  - Domagoj Bukvić, footballeur croate.
  - MC Soffia, rappeuse brésilienne.
- 23 février : Leon Avdullahu, footballeur suisse.
- 24 février : 
  - Dennis Gjengaar, footballeur norvégien.
  - Samuele Vignato, footballeur italien.
- 26 février :
  - Bibisara Assaubayeva, joueuse d'échecs kazakhe.
  - Hadrien David, pilote automobile français.
- 27 février : Miguel Monsalve, footballeur colombien.
- 28 février : Maurène Trégouët, coureuse cycliste française.
- 29 février : Abdukodir Khusanov, footballeur ouzbek.

## Mars
- 1er mars : 
  - Jeppe Kjær, footballeur danois.
  - Erick Marcus, footballeur brésilien.
  - Hampus Skoglund, footballeur suédois.
  - Clayton Taylor, footballeur australien.
- 2 mars : Paola Locatelli, influenceuse française.
- 3 mars : Chris Brady, joueur américain de football.
- 5 mars : Liu Yutong, joueuse de badminton chinoise.
- 12 mars, Ethan Quinn, Joueur de tennis américain
- 13 mars : Cori Gauff, joueuse de tennis américaine.
- 16 mars :
  - Marko Farji, footballeur irakien.
  - Nuno Félix, footballeur portugais.
  - Rio Kitagawa, chanteuse et idole japonaise.
  - Rodriguinho, footballeur brésilien.
  - Guo Yujie, biathlète handisport chinoise.
- 18 mars : 
  - Alessio Besio, footballeur suisse.
  - Antonio Raimondo, footballeur italien.
- 19 mars : Carlos Forbs, footballeur portugais.
- 20 mars : 
  - Frank Junior Adjei, footballeur ghanéen.
  - Šimun Hrgović, footballeur croate.
  - Fran Topić, footballeur croate.
- 21 mars : 
  - Charly Nouck, footballeur danois.
  - Forrest Wheeler, acteur américain.
- 23 mars : 
  - Luis Angulo, footballeur colombien.
  - Kaare Barslund, footballeur danois.
  - August Priske, footballeur danois.
- 25 mars : 
  - Gabriel Brás, footballeur portugais.
  - Yoel Lago, footballeur espagnol.
  - Keke Topp, footballeur allemand.
- 26 mars : 
  - Diogo Prioste, footballeur portugais.
  - Mohamed Touré, footballeur australien.
  - Lesley Ugochukwu, footballeur français.
- 27 mars : 
  - Quinn Sullivan, footballeur américain.
  - Amira Willighagen, chanteuse néerlandaise.
- 28 mars : Anna Chtcherbakova, patineuse artistique russe.
- 29 mars : 
  - Kevyson, footballeur brésilien.
  - Ondřej Kričfaluši, footballeur tchèque.
  - Niklas Ødegård, footballeur norvégien.
- 30 mars : Richie Omorowa, footballeur suédois.

## Avril
- 1er avril : 
  - Bruno Kuzuhara, joueur de tennis américain.
  - Johan Bakke, footballeur norvégien.
  - Matheus França, footballeur brésilien.
- 2 avril : 
  - Diana Shnaider, joueuse de tennis russe.
  - Samuel Justo, footballeur portugais.
  - Cheick Konaté, footballeur malien.
  - Mathias Sauer, footballeur danois.
- 6 avril : 
  - Hlynur Freyr Karlsson, footballeur islandais.
  - Léo Mana, footballeur brésilien.
- 7 avril : 
  - Brandan Craig, footballeur américain.
  - Martin Wasinski, footballeur belge.
- 11 avril : Samira Koller, cavalière suisse de voltige.
- 14 avril : Gabriele Guarino, footballeur italien.
- 15 avril : Fallou Fall, footballeur sénégalais.
- 16 avril : Mio Backhaus, footballeur allemand.
- 17 avril : Nicolás Siri, footballeur uruguayen.
- 20 avril : Dijon Kameri, footballeur autrichien.
- 21 avril : 
  - Joel Ordóñez, footballeur équatorien.
  - Charlotte Van Royen, gymnaste acrobatique belge.
- 22 avril : Noé Lebreton, footballeur français.
- 23 avril : 
  - Nariman Akhundzade, footballeur azerbaïdjanais.
  - Robin Bourlet, réalisateur, scénariste et acteur français.
  - Gustavinho, footballeur brésilien.
  - Joshua Rawlins, footballeur australien.
  - Wejdene, chanteuse de RnB française.
- 25 avril : 
  - Lorenzo Ignacchiti, footballeur italien.
  - Nicolás Rodríguez, footballeur colombien.
  - Miguel Terceros, footballeur bolivien.
  - Álex Valle, footballeur espagnol.
- 26 avril : 
  - Costantino Favasuli, footballeur italien.
  - Miłosz Matysik, footballeur polonais.
- 29 avril : Jakub Antczak, footballeur polonais.
- 30 avril : Charlène Anadi, escrimeuse togolaise.

## Mai
- 1er mai : Charli D’Amelio, célébrité américaine des réseaux sociaux
- 2 mai : Anastasia Pagonis, nageuse handisport américaine
- 3 mai : 
  - Alexandra Le, tireuse sportive kazakhe.
  - Téo James Michel, footballeur haïtien.
  - Aleksandar Pavlović, footballeur allemand.
  - Andrey Santos, footballeur brésilien
- 7 mai : Ashlyn Krueger, joueuse de tennis américaine
- 8 mai : Lukáš Mašek, footballeur tchèque
- 9 mai : 
  - Christ Makosso, footballeur congolais.
  - Kyra Seiler, cavalière suisse de voltige
- 11 mai : Luca Van Assche, joueur de tennis français.
- 12 mai : 
  - Émilie Bierre, actrice franco-canadienne.
  - Mateo Chávez, footballeur mexicain.
- 13 mai : 
  - Juanma Herzog, footballeur espagnol.
  - Albert Labík, footballeur tchèque.
- 14 mai : Kōta Tawaratsumida, footballeur japonais.
- 15 mai : 
  - Ángel Alarcón, footballeur espagnol.
  - Mahamadou Doumbia, footballeur malien.
  - Gabriel Slonina, footballeur américain.
- 19 mai : Dominik Prpić, footballeur croate.
- 22 mai : 
  - Bojan Kovačević, footballeur serbe.
  - Peyton Elizabeth Lee, actrice américaine
- 25 mai : Yellu Santiago, footballeur espagnol.
- 26 mai : Jake Girdwood-Reich, footballeur austraien.
- 27 mai : Antoine Mendy, footballeur français.
- 31 mai : Kang Sang-yoon, footballeur sud-coréen.

## Juin
- 1er juin : 
  - Adrian Segecic, footballeur australien.
  - Moussa Yeo, footballeur malien.
  - Gjivai Zechiël, footballeur néerlandais.
- 2 juin : 
  - Juan Gauto, footballeur argentin.
  - Matěj Šín, footballeur tchèque.
- 3 juin : Mali Lovell, athlète handisport australienne.
- 4 juin : 
  - Kojo Peprah Oppong, footballeur ghanéen.
  - Mackenzie Ziegler, danseuse, chanteuse, actrice et mannequin américaine.
- 5 juin : 
  - Lukáš Ambros, footballeur tchèque.
  - Léo Riehl, acteur, réalisateur et scénariste français.
- 8 juin : 
  - Francesca Capaldi, actrice américaine.
  - Ousmane Diao, footballeur sénégalais.
  - Omar Valencia, footballeur panaméen.
- 6 juin : Nikola Iliev, footballeur bulgare.
- 7 juin : Miguel Chaiwa, footballeur zambien.
- 9 juin : Sławomir Abramowicz, footballeur polonais.
- 10 juin : 
  - Wouter Goes, footballeur néerlandais.
  - Sadibou Sané, footballeur sénégalais.
- 12 juin : 
  - Arthur Fils, joueur de tennis français.
  - Yaya Fofana, footballeur ivoirien.
  - Niklas Jensen Wassberg, footballeur norvégien.
- 13 juin : 
  - Silas Andersen, footballeur danois.
  - Matija Gluščević, footballeur serbe.
- 15 juin : 
  - Jewison Bennette, footballeur costaricien.
  - Max Weiß, footballeur allemand.
- 16 juin : 
  - Jahkeele Marshall-Rutty, footballeur canadien.
  - Samuli Miettinen, footballeur finlandais.
  - Nikola Zečević, footballeur serbe.
- 17 juin : Anton Tsarenko, footballeur ukrainien.
- 18 juin : Tobias Lauritsen, footballeur danois.
- 19 juin : 
  - Hayden Matthews, footballeur australien.
  - Agustín Ojeda, footballeur argentin.
  - Adam Ševínský, footballeur tchèque.
- 20 juin : William Clem, footballeur danois.
- 21 juin : 
  - Anthony Dennis, footballeur nigérian.
  - Pierre Dwomoh, footballeur belge.
- 22 juin : Franco González, footballeur uruguayen.
- 23 juin :
  - Mana Ashida, actrice et chanteuse japonaise.
  - Vetle Walle Egeli, footballeur norvégien.
  - Alexandra Troussova, patineuse artistique russe.
- 24 juin : Erika Andreeva, joueuse de tennis russe.
- 25 juin : Kain Rivers, chanteur ukrainien.
- 27 juin : Hugo Larsson, footballeur suédois.
- 28 juin : Franculino Djú, footballeur bissaoguinéen.

## Juillet
- 1er juillet : Jackson Hopkins, footballeur américain.
- 2 juillet : Rome-Jayden Owusu-Oduro, footballeur néerlandais.
- 3 juillet : 
  - Filip Bundgaard, footballeur danois.
  - Victor Halvorsen, footballeur norvégien.
- 4 juillet : Nikola Miličić, footballeur serbe.
- 6 juillet : 
  - Damion Downs, footballeur américain.
  - Courtney Hadwin, chanteuse de rock britannique.
  - Elián Irala, footballeur argentin.
- 7 juillet : Josimar Alcócer, footballeur costaricien.
- 10 juillet : Michael Kayode, footballeur italien.
- 13 juillet : 
  - Mili Poljičak, joueur de tennis croate.
  - Nihal Sarin, joueur d’échecs indien.
- 14 juillet : 
  - Álvaro Rodríguez, footballeur uruguayen.
  - Henrik Skogvold, footballeur norvégien.
- 15 juillet : Taichi Fukui, footballeur japonais.
- 16 juillet : James Beadle, footballeur anglais.
- 17 juillet : Alexandru Musi, footballeur roumain.
- 18 juillet : Giuliano Stroe, gymnaste et bodybuilder roumain.
- 22 juillet : 
  - Yankuba Minteh, footballeur gambien.
  - Logi Róbertsson, footballeur islandais.
- 23 juillet : Valentín Barco, footballeur argentin.
- 24 juillet : 
  - Nikolai Hopland, footballeur norvégien.
  - Warren Madrigal, footballeur costaricien.
  - Christian Ordoñez, footballeur argentin.
- 27 juillet : Manu Bueno, footballeur espagnol.
- 30 juillet : Eduard Rădăslăvescu, footballeur roumain.
- 31 juillet : Mathias Delorge, footballeur belge.

## Août
- 2 août : 
  - Alexandr Bužek, footballeur tchèque.
  - Aljoscha Kemlein, footballeur allemand.
  - Prithika Pavade, pongiste française.
- 5 août : Gavi, footballeur international espagnol.
- 9 août : 
  - Eguinaldo, footballeur brésilien.
  - Jesper Uneken, footballeur néerlandais.
- 10 août : 
  - Bela Fernandes, actrice et chanteuse brésilienne.
  - Vegard Solheim, footballeur norvégien.
  - Jordhy Thompson, footballeur chilien.
- 11 août : Umut Tohumcu, footballeur allemand.
- 13 août : Sota Kitano, footballeur japonais.
- 14 août : Marsai Martin, actrice et productrice afro-américaine.
- 15 août : Mahmudu Bajo, footballeur gambien.
- 16 août : Matej Šakota, footballeur bosnien.
- 17 août : Demir Ege Tıknaz, footballeur turc.
- 18 août : Antoni Kozubal, footballeur polonais.
- 20 août : 
  - Víctor Barberà, footballeur espagnol.
  - Santiago Silva, footballeur uruguayen.
- 21 août : Hendry Blank, footballeur allemand.
- 25 août : 
  - Alex Michelsen, joueur de tennis américain.
  - Rokas Pukštas, footballeur américain.
- 26 août : Ryan Andrews, footballeur anglais.
- 28 août : Anes Krdžalić, footballeur bosnien.
- 29 août : Orri Óskarsson, footballeur islandais.
- 30 août : Ramiro Árciga, footballeur mexicain.
- 31 août : 
  - Linus Carlstrand, footballeur suédois.
  - Umeh Emmanuel, footballeur nigérian.
  - Jang Won-young, chanteuse et présentatrice sud-coréenne.
  - Nikolaï Loukachenko, fils d'Alexandre Loukachenko, Président de la république de Biélorussie

## Septembre
- 2 septembre : Dorian Le Clech, acteur français.
- 4 septembre : 
  - Moutaz Neffati, footballeur suédois.
  - Kōta Takai, footballeur japonais.
- 5 septembre : Robin Montgomery, joueuse de tennis américaine.
- 7 septembre : 
  - Zsombor Gruber, footballeur hongrois.
  - Kacper Urbański, footballeur polonais.
- 8 septembre : Nico Paz, footballeur argentin.
- 9 septembre : 
  - Marselino Ferdinan, footballeur indonésien.
  - Jorg Schreuders, footballeur néerlandais.
- 12 septembre : Gísli Þórðarson, footballeur islandais.
- 13 septembre : Leandro Morgalla, footballeur allemand.
- 16 septembre : Lauge Sandgrav, footballeur danois.
- 18 septembre : 
  - Nodirbek Abdusattorov, joueur d'échecs prodige ouzbek.
  - Marin Šotiček, footballeur croate.
- 23 septembre : Anthony Gonzalez, acteur et chanteur américain.
- 24 septembre : Chipyoka Songa, footballeur zambien.
- 25 septembre : Guan Chenchen, gymnaste artistique chinoise.
- 27 septembre : 
  - Kyliane Dong, footballeur français.
  - João Neves, footballeur portugais.
  - Autumn Peltier, militante pour le droit à l'eau.
- 28 septembre : Iván Fresneda, footballeur espagnol.
- 29 septembre : 
  - Abdoulie Manneh, footballeur gambien.
  - Jeyland Mitchell, footballeur costaricien.
  - Mario Stroeykens, footballeur belge.
  - Amourricho van Axel Dongen, footballeur néerlandais.
  - Mourad, pianiste français († 29 juin 2024)

## Octobre
- 1er octobre : Karoy Anderson, footballeur jamaïcain.
- 2 octobre : Ehije Ukaki, footballeur nigérian.
- 3 octobre : Noah Schnapp, acteur américain.
- 6 octobre : Bronny James, basketteur américain.
- 9 octobre : Tomaso Sanelli, acteur canadien.
- 10 octobre : 
  - Zain al-Rafeea, acteur syrien.
  - Oliver Ross, footballeur danois.
- 11 octobre : 
  - Sander Innvær, footballeur norvégien.
  - Alan Matturro, footballeur uruguayen.
- 19 octobre : Evan Ferguson, footballeur irlandais.
- 21 octobre : Favé, rappeur français.
- 22 octobre : Victor Andersson, footballeur suédois.
- 23 octobre : 
  - Ulysse Ciment, rameur français.
  - Relebohile Mofokeng, footballeur sud-africain.
- 24 octobre : William Nilsson, footballeur suédois.
- 26 octobre : 
  - Patrick Dorgu, footballeur danois.
  - Tomáš Král, footballeur tchèque.
- 29 octobre : Elena Ruiz, joueuse espagnole de water-polo.
- 31 octobre : Daniel Bassi, footballeur norvégien.

## Novembre
- 2 novembre : Sergei Pinyayev, footballeur russe.
- 4 novembre : Magnus Riisnæs, footballeur norvégien.
- 5 novembre : 
  - Đorđe Gordić, footballeur serbe.
  - Yaimar Medina, footballeur équatorien.
- 10 novembre : 
  - Kanta Doi, footballeur japonais.
  - Jean Scandel, acteur français.
- 11 novembre : Oakes Fegley, acteur américain.
- 14 novembre : Karim Cissé, footballeur guinéen.
- 15 novembre : Vincent Keymer, joueur d'échecs allemand.
- 16 novembre : Yoan Koré, footballeur français.
- 17 novembre : Linda Nosková, joueuse de tennis tchèque.
- 19 novembre : Darren Yapi, footballeur américain.
- 20 novembre :
  - Youssoufa Moukoko, footballeur allemand.
  - Jaedyn Shaw, footballeuse américaine.
- 21 novembre : 
  - Dashmir Elezi, footballeur macédonien.
  - Wilmer Odefalk, footballeur suédois.
- 22 novembre : Soumaïla Diabaté, footballeur malien.
- 24 novembre : 
  - Pau Sans, footballeur espagnol.
  - Lorenzo Scipioni, footballeur argentin.
- 27 novembre : 
  - Justin Diehl, footballeur allemand.
  - Marina Stakusic, joueuse de tennis canadienne.
- 28 novembre : Wilson Odobert, footballeur français.
- 29 novembre : 
  - Mihailo Ivanović, footballeur serbe.
  - Ibrahim Osman, footballeur ghanéen.

## Décembre
- 1er décembre : Nikola Krstić, footballeur serbe.
- 2 décembre : Adetunji Adeshina, footballeur nigérian.
- 3 décembre : Dantaye Gilbert, footballeur trinidadien.
- 5 décembre : Jules LeBlanc, chanteuse, vidéaste, actrice et ancienne gymnaste américaine.
- 8 décembre : Badredine Bouanani, footballeur algérien.
- 9 décembre : Huang Wenjuan, pongiste handisport chinoise.
- 12 décembre : 
  - Josen Escobar, footballeur colombien.
  - Matija Mitrović, footballeur serbe.
- 14 décembre : Christopher Bonsu Baah, footballeur ghanéen.
- 15 décembre : 
  - Plamen Andreev, footballeur bulgare.
  - Nico Parker, actrice britannique.
- 17 décembre : Mansour Ouro-Tagba, footballeur togolais.
- 19 décembre : Anuk Steffen, actrice suisse.
- 21 décembre : Tom Slončík, footballeur tchèque.
- 22 décembre : Bryce Gheisar, acteur américain.
- 23 décembre : Chaka Traorè, footballeur ivoirien.
- 24 décembre : Yves Erick Bile, footballeur ivoirien.
- 26 décembre : 
  - Marius Broholm, footballeur norvégien.
  - Kossiwavi Adamenou, escrimeuse togolaise.
  - Mitja Ilenič, footballeur slovène.
- 28 décembre : 
  - El Hadji Malick Diouf, footballeur sénégalais.
  - Jannik Robatsch, footballeur autrichien.
  - Jakob Vester, footballeur danois.
- 30 décembre : Owen Wolff, joueur américain de football.

## Date inconnue
- Loreleï Hellrigel joueuse de rugby à XV française